# Francisca Good
Francisca Good (* 1675 in Mels; † 19. Dezember 1742 in Altstätten, Kanton St. Gallen) war eine Frau Mutter des Kapuzinerinnen-Klosters Maria Hilf in Altstätten, Kanton St. Gallen.

## Leben
Francisca Good wurde 1675 in Mels, Kanton St. Gallen, geboren. Von 1716 bis 1733 stand sie als Frau Mutter dem Kapuzinerinnen-Kloster Maria Hilf in Altstätten, Kanton St. Gallen, vor. Während ihrer Amtszeit ließ sie den Klosterbau umbauen, um den Normen der tridentinischen Klausur zu genügen. So entstand ein geschlossener Konventbau mit Innenhof. Dem Kloster, das unter der Rechtsprechung der Fürstäbte von St. Gallen stand, schuf sie dank ihrer Beharrlichkeit gegenüber der Altstätter Bevölkerung die Grundlage zu einer länger andauernden personellen, wirtschaftlichen und spirituellen Stabilität.